# Luton
Luton (/ˈluːtən/ ⓘ) là một thị xã lớn và cơ quan thẩm quyền đơn nhất Bedfordshire, Anh, 30 dặm (51 km) về phía bắc London. Luton và các thành thị láng giềng gần, Dunstable và Houghton Regis, hình thành Khu vực đô thị Luton/Dunstable với dân số trên 240.000 người.
Luton có Quảng trường Blue, có Câu lạc bộ bóng đá Luton Town.
Sân bay Luton London, mở cửa vào năm 1938, là một trong những sân bay chính của nước Anh. Trong cuộc chiến tranh thế giới thứ hai, nó phát triển gấp đôi thành căn cứ không quân Hoàng gia Anh.
Đại học Bedfordshire và Thomson Airways có trụ sở tại thị xã này.